# آواز (فیلم ۱۹۸۴)
آواز (به هندی: Awaaz) یا صدا (به انگلیسی: Voice) فیلمی هندی محصول سال ۱۹۸۴ و به کارگردانی شاکتی سامانتا است. در این فیلم بازیگرانی همچون راجش خانا، جایا پرادا، راکیش روشن، آمریش پوری، سورش اوبروی، مادان پوری، پریم چوپرا، سوپریا پاتاک، بینا بانرجی و افتخار ایفای نقش کرده‌اند.